# 六國飯店 (澳門)
22°11′46″N 113°32′06″E / 22.1960218°N 113.5349043°E
六國飯店（葡萄牙語：Restaurante Lok Kok），是澳門一家已結業的茶樓，位於十月初五街159號，南側立面面向新馬路。屬澳門文物名錄中的「具建築藝術價值之樓宇」。
始創於1913年，由廣州茶樓大王譚傑南所創，當時名為得心，1938年抗日戰爭爆發初期，該酒樓易為現名，與「冠男」及「大龍鳳」鼎足而立，三者又與營地大街的「遠來」並稱「澳門四大茶樓」。電影《海上花》、《群龍戲鳳》亦有在此取景。

## 荒廢與重建
1990年結業，此後內部荒廢倒塌。2017年3月，文化局局長梁曉鳴指於2014年的檢查中，發現外部亦已嚴重損毀。由於《文化遺產保護法》已生效，局方依法要求業權人按原樣重建，並獲對方同意。局方已完全同意重建方案，待工務局完成審批後即可展開工程。
2017年4月，有報章指飯店立面已被拆毀。土地工務運輸局局長李燦峰回應指，該地段未曾發出過任何工程准照，而業權人已向當局提交圖則，當局亦已批則。強調六國飯店座落於受保護的建築群之中，從規劃、入則至批則階段都要聽取文化局具約束性意見。
2018年10月，政府公報刊登關於「分別將八幅及兩幅以長期租借制度批出，位於澳門半島的地塊的完全所有權及利用權讓與國家」的運輸工務司司長批示。批示內容顯示，業權人東健昌地產發展有限公司把包括六國飯店在內、面積合共七百三十三平方米的十幅相連私有或長期批租地先讓予政府。這十地標示為A、B、C1、C2、C3、D1、D2、D3、E1、E2。AB為六國飯店，CD為其他面向新馬路的建築。政府再把當中五幅（A、C1、C2、C3和E1）、總面積六百一十四平方米地段，以租賃制度統一再批回有關公司，並合併成單一地段，用作興建一幢二星級公寓及商業用途的樓宇。餘下沒批回的一百多平方米（B、D1、D2、D3和E2）則納入公產，作為公共街道。
2020年9月，六國飯店已開展施工，建築已清拆，僅剩8條柱。

## 廉政公署調查
2020年9月中旬，據本地紙媒論盡媒體報道，已列入文物清單的六國飯店被拆到僅剩下馬路邊的八條柱，傳新澳門協會致函澳門廉政公署，要求廉署調查六國飯店涉嫌被違法批准拆卸，以及文化局堅持不公布文物普查清單，又不加快文物評定程序，有規避《文遺法》之嫌，令「準文物建築」隨時可能「被消失」。
2022年12月23日，澳門廉政公署完成相關文保工作投訴的調查，認為由於文化局認定業權人申請拆除及清理的工程，只涉及立面全部倒塌後剩下的殘留構件，故毋須開展「三部曲」程序，「文化局的決定可以理解，且無任何行政違法或行政不當之處。」
廉署指出，認為自1991年起，六國飯店歷任業權人均無履行當時文物保護法律所賦予的義務，直接導致六國飯店嚴重失修，長期處於近乎被棄置的狀況，當時文化部門及工務部門未及時依法追究有關行政違法的責任，導致有關責任因時效而消滅，顯示過去有關部門的監督力度存在不足。然而，隨著相關部門近年加強對文保工作的力度，以及六國飯店的復原及重建計劃已近尾聲，廉署認為，暫未見有關文遺保護工作再度受到挑戰。但仍須著力加強內部文保機制的制定，各部門做好在新《文遺法》中的職能，加強相互溝通與合作，以有效堵塞六國飯店個案中所揭示的問題。

## 名人墨寶
書有茶樓名稱的牌匾由江太史所題，另外「氣象萬千」匾額則為南京海軍部長張之英手筆。